# Eikelandsosen
Eikelandsosen este o localitate din comuna Fusa, provincia Hordaland, Norvegia, cu o suprafață de 0,7 km² și o populație de 477 locuitori (2013).